# Co je doma, to se počítá, pánové…
Co je doma, to se počítá, pánové… je český film z roku 1980, volné pokračování úspěšné komedie Zítra to roztočíme, drahoušku…! Režie se opět ujal Petr Schulhoff. Hlavní role byly obsazeny stejnými osobnostmi, jako v předchozím filmu Zítra to roztočíme, drahoušku…!, kromě role postavy pana Nováka, kterou ve filmu Zítra to roztočíme, drahoušku…! ztvárnil Miloš Kopecký. V tomto volném pokračování ho nahradil Jiří Sovák. Stella Májová, která hrála tetičku z Ameriky, se v 90. letech 20. století odstěhovala do Spojených států amerických.